# Elaeagnus xichouensis
Elaeagnus xichouensis är en havtornsväxtart som beskrevs av C. Yung Chang. Elaeagnus xichouensis ingår i släktet silverbuskar, och familjen havtornsväxter. Inga underarter finns listade i Catalogue of Life.